# Lar Park Lincoln
Laurie Jill "Lar" Park Lincoln (Dallas, 12 de mayo de 1961- Dallas, 22 de abril de 2025) fue una actriz estadounidense. Ella apareció en la película de 1987 House II: The Second Story como Kate, y en la película de 1988 Friday the 13th Part VII: The New Blood como Tina Shepard.

## Biografía
Laurie Jill Park nació en Dallas, Texas, ella apareció en Knots Landing interpretando a Linda Fairgate. Ha participado en gran variedad de series de televisión como Hunter, Outlaws, Highway to Heaven, Freddy's Nightmares, Tour of Duty, Murder, She Wrote, Space: Above and Beyond y Beverly Hills, 90210.
En 2005, grabó Bit Parts. Park Lincoln regresó a Texas para criar a sus hijos. Con un guion de su entonces sobrino de 17, un estudiante de cine, que fue productor de Static, una película sobre el abuso de los adolescentes con la heroína. Ella también codirigió una película sobre la discriminación, Black and White. Ella también completó la producción de su nuevo papel en Inspector Mom, una nueva serie de Texas.

## Vida personal
Ella se casó con Michael Lincoln desde 1981 hasta la muerte de él, en 1995. Tuvo dos hijos, Piper y Trevor y vive cerca de Dallas, Texas. Ella ha estado luchando contra el cáncer de mama desde 2008, y ha tenido numerosas cirugías. Falleció el martes 22 de abril de 2025 por Cáncer de seno.

## Filmografía
- Children of the Night (1985) (Serie) ..... Valerie
- Knots Landing (1987, 1989–1991) (Serie) ..... Linda Fairgate
- House II: The Second Story (1987) ..... Kate
- The Princess Academy (1987) ..... Cindy Cathcart
- Freddy's Nightmares (1988) ..... Karyn
- Friday the 13th Part VII: The New Blood (1988) ..... Tina Shepard
- Fatal Charm (1990) (Serie) ..... Sandy
- Bit Parts (2005) (V) ..... Monica
- Black Friday (2008) ..... Darla